# Tomita Daisuke
Daisuke Tomita (冨田 大介 Tomita Daisuke, sinh ngày 24 tháng 4 năm 1977 ở Ube, Yamaguchi) là một cầu thủ bóng đá người Nhật Bản hiện tại thi đấu cho Mito HollyHock.

## Thống kê sự nghiệp câu lạc bộ
Tính đến 29 tháng 1 năm 2010
| Thành tích câu lạc bộ | Thành tích câu lạc bộ | Thành tích câu lạc bộ | Giải vô địch | Giải vô địch | Cúp                   | Cúp                   | Cúp Liên đoàn | Cúp Liên đoàn | Tổng cộng | Tổng cộng |
| Mùa giải              | Câu lạc bộ            | Giải vô địch          | Số trận      | Bàn thắng    | Số trận               | Bàn thắng             | Số trận       | Bàn thắng     | Số trận   | Bàn thắng |
| Nhật Bản              | Nhật Bản              | Nhật Bản              | Giải vô địch | Giải vô địch | Cúp Hoàng đế Nhật Bản | Cúp Hoàng đế Nhật Bản | Cúp Liên đoàn | Cúp Liên đoàn | Tổng cộng | Tổng cộng |
| --------------------- | --------------------- | --------------------- | ------------ | ------------ | --------------------- | --------------------- | ------------- | ------------- | --------- | --------- |
| 2000                  | Mito HollyHock        | J. League Division 2  | 33           | 1            | 3                     | 0                     | 2             | 0             | 38        | 1         |
| 2001                  | Mito HollyHock        | J. League Division 2  | 36           | 2            | 2                     | 1                     | 2             | 0             | 40        | 3         |
| 2002                  | Mito HollyHock        | J. League Division 2  | 36           | 2            | 3                     | 0                     | -             | -             | 39        | 2         |
| 2003                  | Mito HollyHock        | J. League Division 2  | 41           | 4            | 3                     | 1                     | -             | -             | 44        | 5         |
| 2004                  | Omiya Ardija          | J. League Division 2  | 43           | 4            | 2                     | 1                     | -             | -             | 45        | 5         |
| 2005                  | Omiya Ardija          | J. League Division 1  | 32           | 0            | 4                     | 1                     | 5             | 2             | 41        | 3         |
| 2006                  | Omiya Ardija          | J. League Division 1  | 31           | 2            | 1                     | 0                     | 5             | 0             | 37        | 2         |
| 2007                  | Omiya Ardija          | J. League Division 1  | 31           | 1            | 0                     | 0                     | 6             | 0             | 37        | 1         |
| 2008                  | Omiya Ardija          | J. League Division 1  | 32           | 2            | 1                     | 0                     | 5             | 0             | 38        | 2         |
| 2009                  | Omiya Ardija          | J. League Division 1  | 21           | 1            | 2                     | 0                     | 4             | 0             | 27        | 1         |
| 2010                  | Vissel Kobe           | J. League Division 1  |              |              |                       |                       |               |               |           |           |
| Tổng cộng sự nghiệp   | Tổng cộng sự nghiệp   | Tổng cộng sự nghiệp   | 336          | 19           | 21                    | 4                     | 29            | 2             | 386       | 25        |